# Herrmannella barneae
Herrmannella barneae is een eenoogkreeftjessoort uit de familie van de Lichomolgidae. De wetenschappelijke naam van de soort is voor het eerst geldig gepubliceerd in 1929 door Pelseneer.